# Nenúfar

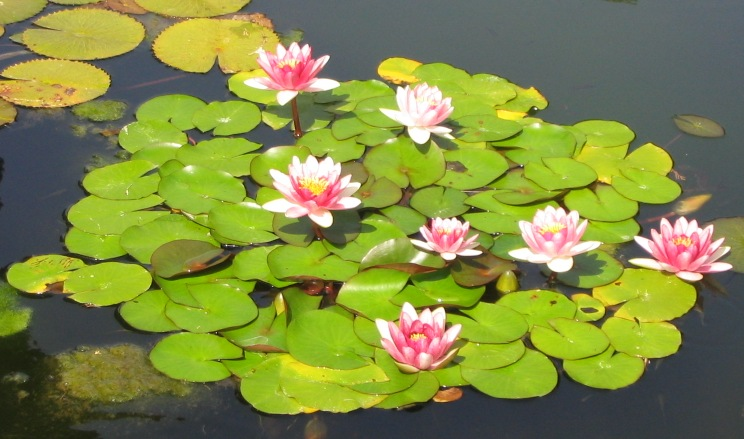
Nymphaea tetragona.

El término nenúfar, ninfeácea o loto se aplica, en general, a plantas acuáticas con flores que crecen en lagos, lagunas, charcas, pantanos, o arroyos de corriente lenta, en los que normalmente se mantienen enraizadas en el fondo. Los nenúfares pertenecen a las familias Nymphaeaceae, Cabombaceae del orden Nymphaeales; la familia Nelumbonaceae del orden Proteales y también a los géneros Nymphoides de la familia Menyanthaceae del orden Asterales y el género Hydrocleys de la familia Alismataceae del orden Alismatales. Véase cada una de estas tres familias o uno de estos dos géneros para datos más específicos.
Las hojas de los nenúfares comunes pueden ser de dos tipos:
- El primer tipo es el que tiene las dimensiones más grandes (por lo general). Sus raíces pueden llegar a medir 4,5 o 5 metros de largo.
- El segundo tipo son las hojas que se pueden ver flotando en el agua. Son de dimensiones más pequeñas por lo general.

Los nenúfares se consideran un grupo temprano en la evolución de las angiospermas y se han clasificado tradicionalmente como eudicotileidóneas porque cuentan con muchas características que las asemejan a dichas especies. No obstante, los nenúfares y el linaje que incluye las magnolias no constituyen un linaje monofilético y contienen características tanto de monocotiledónea como de dicotiledónea.

## Significado cultural

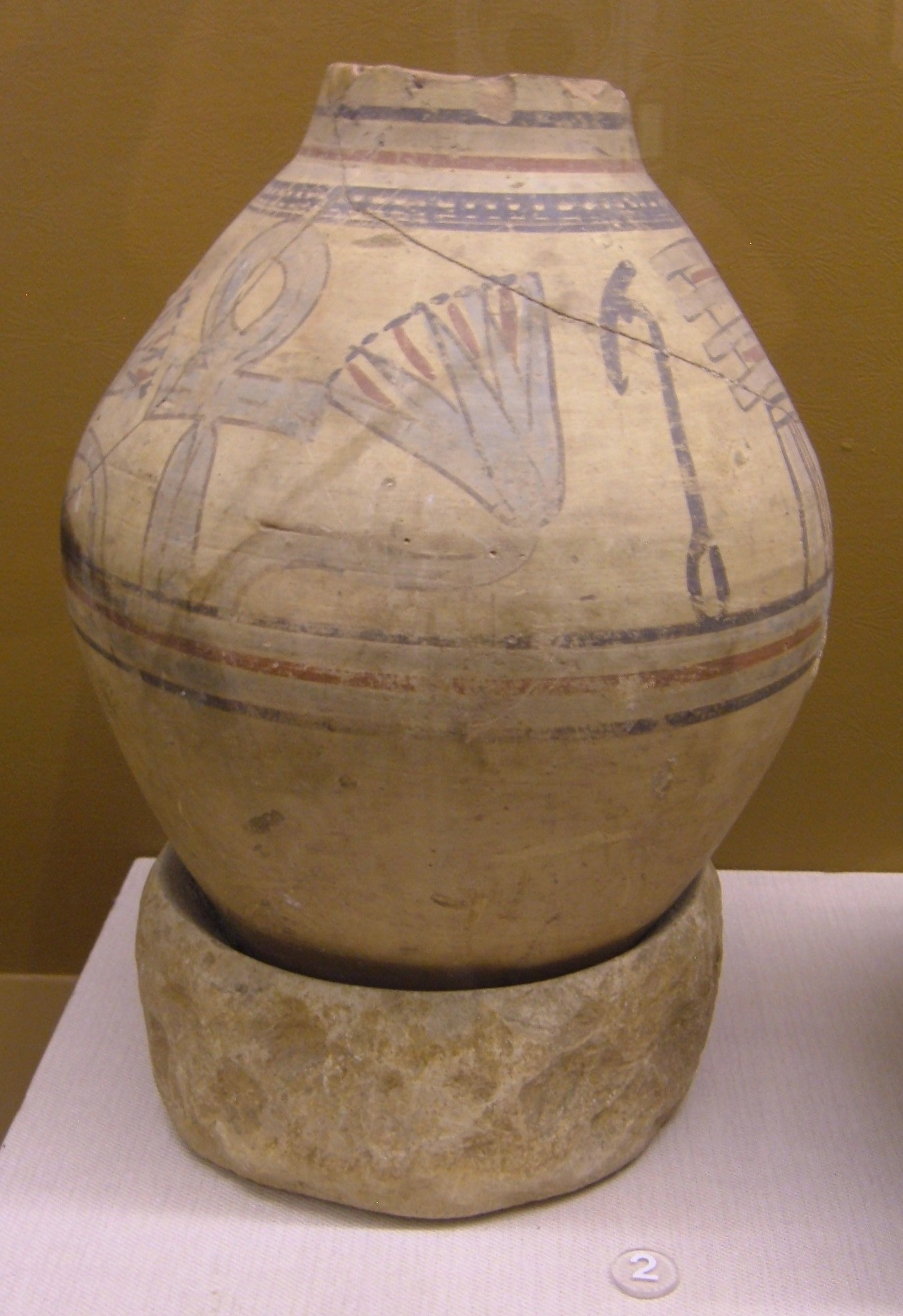
Representación de la Nymphaea caerulea, conocida como nenúfar azul, loto azul egipcio o loto de Egipto, símbolo del antiguo Egipto. Tinajera de la dinastía XVIII, encontrada en Amarna.

Los antiguos egipcios veneraban los nenúfares del Nilo, a los que solían llamar “lotos” (no confundir con el género Lotus). Es frecuente el motivo del “loto” en los capiteles de las columnas (forma lotiforme) de los templos egipcios. El loto florece en la noche y se cierra por la mañana, por lo que fue convertido por los antiguos egipcios en símbolo de la separación de deidades y era un motivo asociado a sus creencias sobre la muerte y el más allá. Aunque nuestro descubrimiento de las propiedades psicodélicas del loto azul egipcio es reciente, es muy probable que esas virtudes fuesen conocidas por los egipcios lo que explica el papel ceremonial de la planta, que puede verse en multitud de representaciones. Restos de ambos tipos de nenúfares se han encontrado en la tumba de Ramsés II.
Una placa siria de terracota del siglo XIV al XIII a. C. muestra a la diosa Asera con dos flores de loto. Un panel de marfil del siglo IX al VIII a. C. muestra al dios Horus sentado en una flor de loto, flanqueado por dos querubines.
El pintor francés Claude Monet es famoso por sus pinturas de nenúfares.

## Cultivo
Muchos de los nenúfares familiares de los jardines acuáticos son híbridos.
Los nenúfares de jardín provienen del género botánico Nymphaea aunque su nombre en español deriva de otra planta de parecidas características conocida como Nuphar.
Los nenúfares se desarrollan a expensas de un tallo carnoso (rizoma) que vive entre los materiales acumulados en el fondo de charcas y cursos estancados de aguas poco profundas. Las hojas tienen un buen tamaño y forma casi circular con una profunda escotadura que llega hasta la inserción del pecíolo con el limbo (parte plana). Estas hojas, al igual que las flores, son flotantes y nacen directamente del rizoma, al que se unen por largos pecíolos. Las flores, de buen tamaño, incluso muy grandes, se visten con multitud de pétalos imbricados formando una especie de cuenco, cuyo centro se encuentran los estambres y pistilos. La amplia gama de colores de la flor incluye el blanco puro, marfil, crema, rosa, rojo, carmesí, cobrizo y amarillo en distintas tonalidades según variedades. En situaciones apropiadas la emisión de flores es continua de mayo a septiembre. La profundidad de plantación necesaria para los diferentes tipos de nenúfares oscila entre 20 cm y el metro, mientras que la superficie de extensión foliar va de 0,5 a 1,5 metros cuadrados.